# بطولة ويمبلدون 1899
قائمة ببطولات ويمبلدون لسنة 1899:

## فردي رجال
رينالد دوهيرتي هزم  أرثر جور. النتيجة: 1-6 4-6 6-3 6-3 6-3

## فردي سيدات
بلانش باجيلي هزمت  شارلت كوبر. النتيجة: 6-2, 6-3